# Bartolomeo Ammanati
Bartolomeo di Antonio Ammanati (oder Ammannati) (* 18. Juni 1511 in Settignano oder Florenz; † 13. April 1592 in Florenz) war ein italienischer Baumeister und Bildhauer.

## Leben
Er war ein Schüler von Baccio Bandinelli (Florenz) und Jacopo Sansovino (Venedig) und wurde später – unter dem Einfluss Michelangelos – einer der führenden Vertreter des Manierismus in Florenz. Nachdem sein Kollege und Konkurrent Baccio Bandinelli im Jahr 1560 gestorben war, wurde der Auftrag, den Neptunbrunnen zu bauen, auf Ammanati übertragen, der die Förderung der Ehefrau Cosimos, der Herzogin Eleonora, genoss. Die Skulptur des Neptun aus weißem Marmor wird im Florentiner Volksmund „Il Biancone“ (Der weiße Riese) genannt; schon die Zeitgenossen waren unterschiedlicher Meinung über die Qualität der Arbeit. In Florenz verbreitete sich rasch das geflügelte Wort: Ammanato, Ammanato, quanto bel marmo t’hai sciupato! (Ammanato, Ammanato, wie viel schönen Marmor hast du verhunzt!). Der Satz wird auf Benvenuto Cellini zurückgeführt, ein anderer erbitterter Konkurrent Ammanatis.
Der Bildhauer war mit der Dichterin Laura Battiferri verheiratet, beide sind in der gemeinsam geplanten und erbauten Kirche San Giovannino degli Scolopi in Florenz begraben.

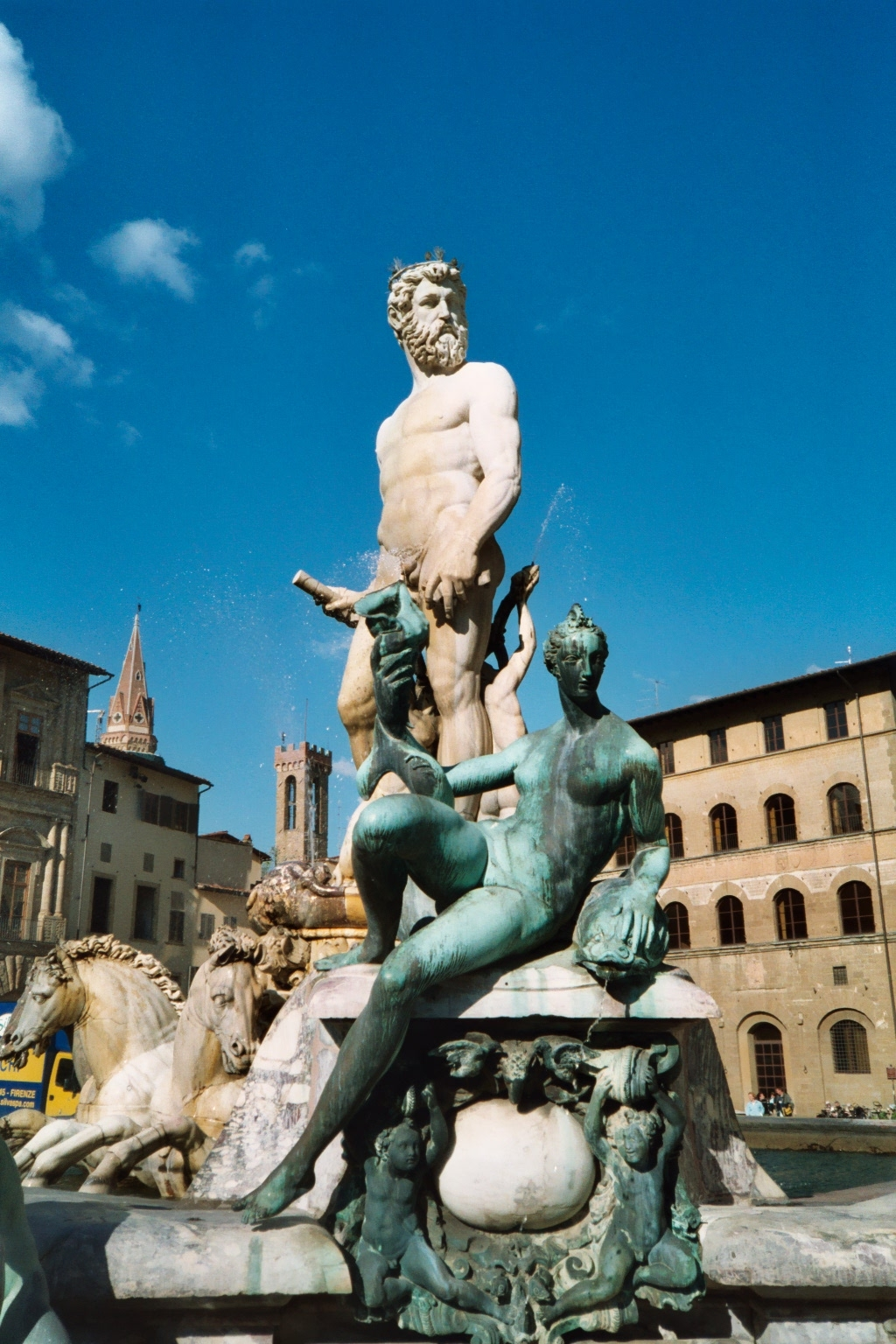
Neptunbrunnen in Florenz

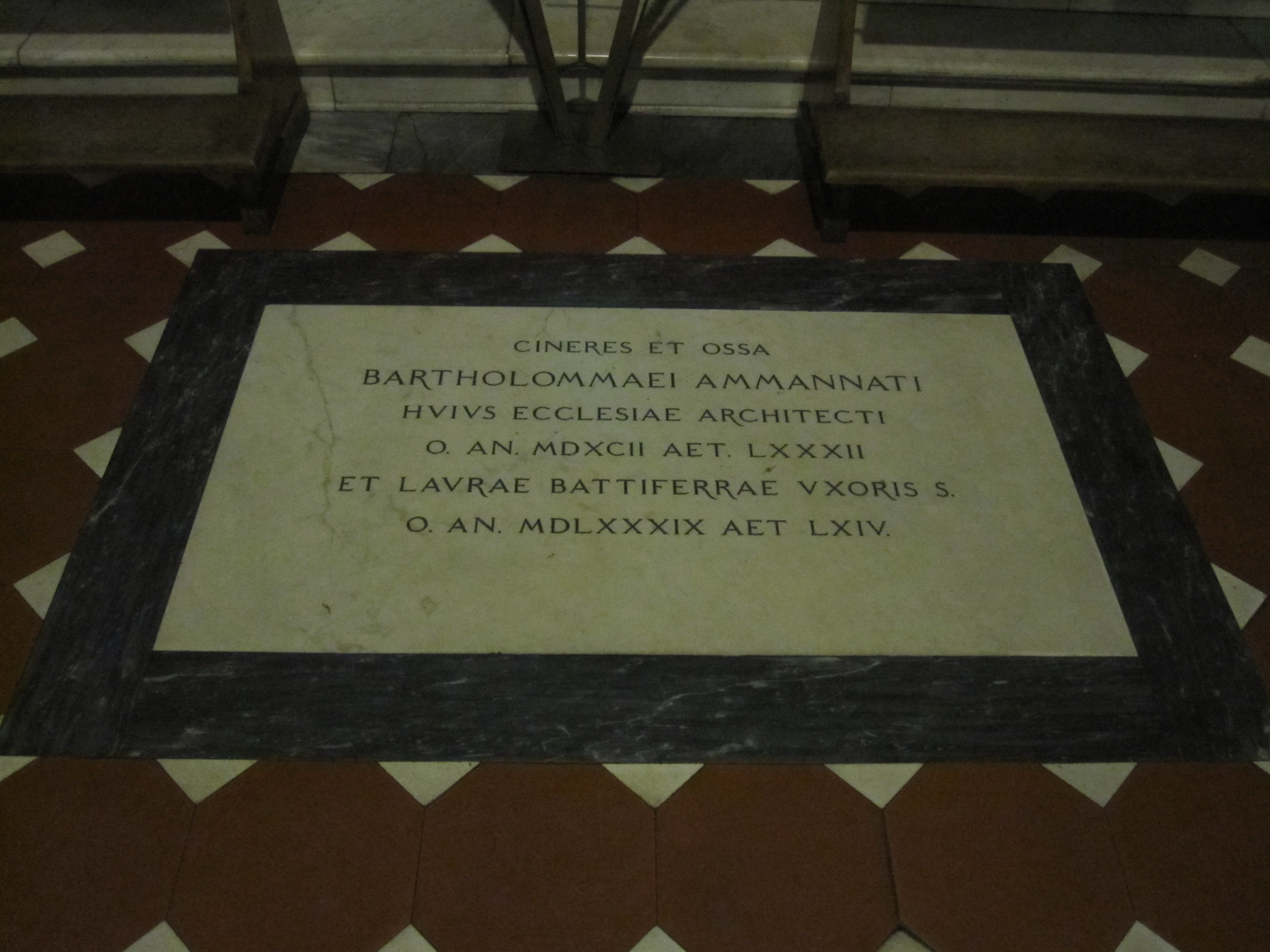
Ammanatis letzte Ruhestätte in der Florentiner Kirche San Giovannino degli Scolopi

## Werke
- Die Villa Giulia in Rom (ab 1552 zusammen mit Giacomo Barozzi da Vignola)
- Brunnen für die Sala dei Cinquecento (Saal der Fünfhundert) im Palazzo Vecchio (1555–1563)
- Der Palazzo Ruspoli (früher Palazzo Rucellai, ab 1556)
- Der Palazzo Pitti in Florenz (Ausbau ab 1560)
- Die Fontana del Nettuno, der Neptunbrunnen in Florenz auf der Piazza della Signoria (1563–1575)
- Der Palazzo Riccardi-Manelli in Florenz (früher Palazzo Grifoni, ab 1563)
- Die Ponte Santa Trinita in Florenz (1567–1570, im Zweiten Weltkrieg zerstört, wieder aufgebaut)
- Der Palazzo Ducale in Lucca (ab 1578, fertiggestellt von F. Pini)
- Der Palazzo del Collegio Romano in Rom (1581–1585)
- Die Kirche San Giovannino degli Scolopi in Florenz (ab 1581)
- Statuen im Bargello
- Statuen im Boboli-Garten
- Tempio di Santo Stefano della Vittoria in Pozzo della Chiana, Ortsteil von Foiano della Chiana. 1569 entstandener Tempel zur Erinnerung an den Sieg der Florentiner gegen Siena am 2. August 1554 in der Schlacht von Scannagallo, die ein Jahr später zur Niederlage Sienas hauptsächlich beitrug. Die Realisierung des Tempels wird Ammanati und Giorgio Vasari zugeschrieben.[1]